# Makedónok

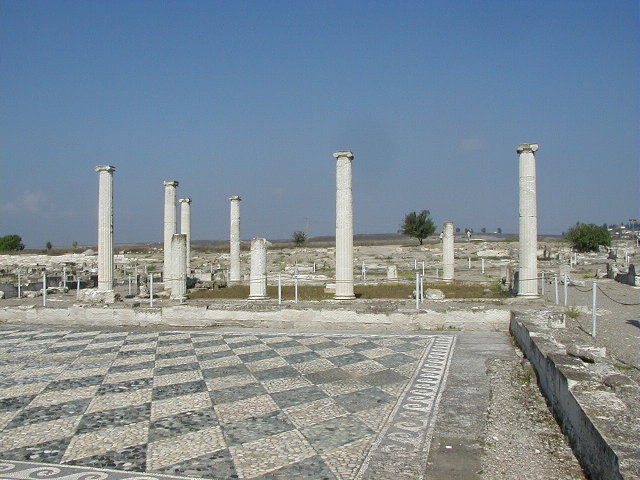
A pellai királyi palota átriumának mozaikpadlója

A makedónok (ógörögül: μακεδόνες, azaz makedónesz) az ókori Makedón Királyság lakói az i. e. 1. évezred második negyedétől. Ókori görög néptörzs.  Önálló nyelvük az ógörögtől korán elkülönülő sajátos dialektus volt, amely annak thesszáliai dialektusával mutat nagy fokú egyezést, emellett az ógörögből eredő kis-ázsiai phrüg nyelvvel is. Mindazonáltal a makedónok saját dialektusuk mellett az ekkoriban általánosan a linguia franca szerepét betöltő, a műveltség nyelvének tartott Athén körüli attikai dialektust is használták. A nép névadója egy hérosz, Makedón, akinek első ismert említése az i. e. 7. század második feléből származik, a Hésziodosz nevéhez fűződő, de nála valószínűleg néhány évtizeddel későbbi "asszonykatalógusban". A hellenizmus korában főleg makedón telepesek és veterán katonák alkották azt a hellén kulturális közeget, amely létrehozta a hellenizmust.
A modernkori Észak-Macedóniában több csoport igényt formál a makedónok örökségére, s az országot az ókori Makedónia utódjaként definiálják. Görögország sérelmezi ezt a kísérletet a macedón-makedón azonosításra: szerintük a macedónoknak nincs közük a makedónokhoz, mivel utóbbiak már rég eltűntek a szláv betelepüléskor, így semmit sem vettek át tőlük. Ez mai napig konfliktusok forrása a két állam között. Görögország különösen attól tart, hogy emiatt igényt tartanak észak-görög területekre, melyeket manapság is Makedóniának szokás nevezni, és számos szláv csoport él a területen.

## A név eredete
Az i. e. 12. században Thesszália és Épeirosz között a Pindosz-hegység nyugati részén élő törzseket makednoi vagy maketai néven ismerték. Ez egyszerűen „hegyi ember(eke)t” jelent.
A makedón népnév Makedón (Μακεδόνες) hérosz nevéből ered, aki Deukalión és Pürrha leányának, Thüiának és a villámszóró Zeusznak fia. Ez a mitikus család magában foglalja azt az etnikai képet, amit a makedónok szerettek volna elhitetni magukról, hiszen Makedón így rokona Hellénnek, Dórosznak és Aiolosznak, a görögök három ősének, és testvére a thesszáliai Magnésznek. Később Makedónt a thesszáliai Magnészia uralkodójának gondolták, Hellanikosz (i. e. 5. század) egyenesen Aiolosz fiának tartja. Valószínűleg az i. e. 7. században általános vélekedés volt, hogy a makedónok szoros rokonságban állnak a más görög törzsekkel, különösen Thesszália népeivel (magnészek) és az aiolokkal. Ezt mára a történettudomány is megerősítette.

## A nép eredete
A nép a makedón állam törzsterületén alakult ki, a Haliakmón folyótól Therméig. Ez a térség Thuküdidész szerint is a makedónok által először meghódított terület volt. A Perdikkasz-mítosz egy argoszi hősről szól, aki Nyugat-Trákiából (Θράκη, azaz Thraké) kiindulva kezdett terjeszkedni.
Ez a térség a trákok brügész törzsének hazája volt pár évszázaddal korábban, akiknek egy része átvonulva Anatóliába Phrügia egyik fő etnikumát alkották. Az i. e. 12. századi nagy népmozgás, amely a brügészeket Anatóliába vezette, Hellászban dór vándorlásként ismert. Ennek során megjelentek Épeiroszban a molosszok és Molosszia északkeleti részén is kiszorították a helyieket. Így kerülhetett a maketai nép is a Haliakmón alsó folyása közelébe, és olvadhatott össze a trák maradványokkal. A molosszoszok északkeleti törzsei később az oresztai („hegyiek”) nevet kapták a görögöktől és területüket Oresztisznek nevezték el.
A makedónok eredetére vonatkozóan a XX. század óta a görög származás a meghatározó álláspont a tudományos világban. Ian Worthington megállapítása alapján: "...nincs nagyon mit mondani az ókori makedónok görög származásáról: tagadhatatlan".
Worthington összegzése szerint "több mint elegendő bizonyíték és megalapozott elmélet áll rendelkezésre arra vonatkozóan, hogy a makedónok etnikailag görögök voltak".
Simon Hornblower megerősíti a makedónok görög mivoltát, figyelembe véve származásukat, nyelvüket, kultuszukat és szokásaikat.
Nicholas G. Hammond elmondása alapján a makedónok azért hiányoznak a korai történelmi beszámolókból, mert a görög sötét középkor előtt az Oreszti-felföldön éltek, valószínűleg ugyanabból a (proto-görög) népességcsoportból származtak, amelyből más görög népek származtak.
Mint azt Panagiotis Filos megjegyzi, a "barbár" kifejezést az ókori görög szerzők gyakran nagyon tág értelemben használták, nem csupán a nem görög népességre utalva, hanem a görög világ peremén élő görög lakosságra is, ahol nyelvjárási különbségek mutatkoznak, mint pl. a makedónok.
Chrostopher B. Delante illetve Claudia Baracchi megerősítik, miszerint a "barbár" kifejezést pejoratív és politikailag motivált módon is használták, kiváltképp az athéniak egyéb görög törzsek és poliszok, például az epiróták, eleánok, boióták és az eolikus nyelvjárást beszélők kigúnyolására.
M. B. Hatzopoulos megállapítása alapján nem volt valódi etnikai különbség a makedónok és a görögök között, csupán politikai különbségtétel, amelyet a Korinthoszi Liga létrehozása után találtak ki, ie 337-ben.
David Sansone megjegyzése szerint "az V. és a IV. században látható különbségek voltak a görögök és a makedónok között", a makedón vagy görög mivolt kérdése azonban végső soron "politikai volt".
További nemzetközi szaktekintélyek, úgy mint Michael B. Sakellariou, Robert M. Errington, vagy Craige B. Champion, és más akadémikusok is egyetértenek azt illetően, hogy a makedónok és a görögök közötti különbség politikai, és nem etnikai alapú volt.
Kisebbségi nézőpont szerint "az ókori makedónok görög, illír és thrák népelemeket tömörítő, vagy mindezekkel rokon csoportot alkothattak."

## Korai történetük
A makedónok korai története, a Philhellén Alexandroszt megelőző időkben – i. e. 5. század elejét megelőző kor – nagyon kevéssé ismert. Az i. e. 8. századig a görögök semmit sem tudtak e térségről. Homérosz Íliásza ugyan említi Émanthiát, de a görög szövetségesek sora északon véget ér a thesszáloknál, Trója legnyugatibb szövetségesei pedig a trák paiónok.
Alexandrosz idején elsődleges fontosságú volt a makedónok hellén eredetének igazolása, mivel jelentkezett az olümpiai játékokra, ahol csak görögök vehettek részt. Hérodotosz ezt írja: „… e királyi család, mint maga is mondja, görög származású és Perdikkasz ivadéka… s a történetben később ki is mutatom.” A Perdikkasztól Alexandroszig terjedő időszak tele van kérdésekkel és homályokkal, amelyeket a történetírók képességeik szerint kitöltöttek, így például Theopomposz. Ezek a korai történeti munkák nem tekinthetők egyébnek, mint mítoszgyártásnak.
Azonban még az első királynak tekintett I. Perdikkasz és két testvére története is csak mítosz. Két testvérének neve (Guanész és Aeroposz) is arra vezethető vissza, hogy I. Alexandrosz igényt formált Lünkésztiszre, és ezek a nevek a korai makedónok Lünkésztisz felett gyakorolt hatalmát „bizonyították”. Ebből a mítoszból származik a vergina mint jelkép, mivel Perdikkasz, aki a helyi király kecskepásztora volt, ezt a jelet véste a királyi palota padlózatába, amikor nem kapta meg a bérét. Ezzel a jellel nyilvánította ki, hogy az elmaradt fizetség fejében igényt tart az egész királyságra. E történetből is a trák hagyományok láthatók, mivel a náluk nagy jelentőségű Dionüszosz éppen napisten is volt egyben. A kecske is Dionüszosz szent állata, és még I. Alexandrosz pénzein is általában kecskét ábrázoltak. A korai főváros, Aigai – amelyet a hagyomány szerint Perdikkasz alapított – etimológiailag kapcsolatban áll a görög aigisz és aix („kecske”) szavakkal. Aigai az i. e. 5. század utolsó éveiig volt Makedónia fővárosa, azután Pellába költözött a királyi udvar.
Hérodotosz történetéből az olvasható ki hogy az argoszi Perdikkasz a Bermion folyó környékéről kiindulva hódította meg Makedónia területét. A vezető törzs neve argeadai makedonesz, és ennek élére állhatott I. Perdikkasz az i. e. 7. században. A történeti Perdikkasz valószínűleg egy közönséges argoszi kalandor volt, aki illíriai fosztogatásai után a Bermion-hegy környékén az argeaszi makedónok vezére lett és terjeszkedésbe kezdett Pieria irányába.
Thuküdidész röviden összefoglalta a makedón állam kialakulását. Eszerint Aigai alapítása után a friss Makedónisz fejedelemség Pieriát és Bottiaiát foglalta el először. A meghódított területek lakosságát általában elűzték, viszonylag nagy népmozgást előidézve. A pieriszek például egészen a Sztrümón folyó keleti partjáig menekültek, Édóniában telepedtek le újra. Ez a térség már biztonságos volt számukra, mivel Makedónia legerősebb ellenfele éppen a keleti szomszéd, Paiónia volt.

## Korai társadalmuk
A korai makedón nép a trákokhoz hasonlóan transzhumáló pásztorkodást és vadász életmódot folytatott. A földművelést semmire sem becsülték. Az ilyen népek mindig harciasak és vadak. Arisztotelész szerint Makedóniában törvény volt arra, hogy aki még nem ölt harcban, annak kötelet kellett a derekán hordani. A harciasság fontos tényező a pásztorkodó népeknél. Nemcsak a nyájak védelme és az embert próbáló körülmények elviselésének képessége miatt, hanem mert a gazdagságot jelképező állatállomány növelése csak újabb és újabb területek megszerzésével lehetséges. Az új legelők kisajátítása folyamatos terjeszkedési kényszert jelent.

## Elsődleges források
- Hérodotosz
- Thuküdidész
- Theopomposz
- Alexandriai Kelemen (Clemens Alexandrinus) –Protreptikosz
- Diodórosz (Kaiszareiai Euszebiosz „Khronikoi kanónesz” című munkájában maradt fenn)
- Arisztotelész